# NGC 3541
NGC 3541 ist eine Balken-Spiralgalaxie vom Hubble-Typ SBd im Sternbild Becher südlich des Himmelsäquators. Sie ist schätzungsweise 273 Millionen Lichtjahre von der Milchstraße entfernt.
Das Objekt wurde am 7. Februar 1878 von dem Astronomen Wilhelm Tempel entdeckt.